# Јасна Кочијашевић
Јасна Кочијашевић (Скопље, 20. фебруар 1951) је српска певачица народне музике и дива српске народне песме.

## Биографија
Рођена је 1951. године у Скопљу, док је младост и детињство провела у Новој Пазови у Срему. Учествовала је на великим југословенским фестивалима, на којима је често награђивана. Удата је за познатог певача Драгослава Михајловића Канаринца.
Током своје каријере снимила је двадесет две сингл-плоче, три албума и један компилацијски ЦД. Најпознатије песме су: Цвати, ружо моја, У ранама срце моје, Кажи, шта те то мења, Петли поје, устај, злато моје, По селу се шапуће.
2018. године у Дому војске у Нишу, са супругом Драгославом Михајловићем Канаринцем одржала је заједнички концерт поводом педесет година уметничког и стваралачког рада, где је објављена и публикација Беле ноте посвећена овом музичком пару од стране Удружења уметника града Ниша.

## Награде и признања
- 2019. Плакета "Златна лира" за изузетна и незаборавна вокална остварења
- 2016. Естрадно-музичка награда Србије

## Дискографија

### ЕП и синглови
- 1968. По селу се шапуће (Београд диск)
- 1969. Откад смо се, Драгане, срели (Дискос)
- 1969. Мало цик, мало цак (Дискос)
- 1970. Пусти ме да живим (Дискос)
- 1970. Судимо, судимо (Дискос)
- 1970. Ако се некад сетиш мене (Дискос)
- 1970. За наше венчање (Дискос)
- 1971. Кад се, кад се воли (Дискос)
- 1971. Не могу без тебе (Дискос)
- 1972. Зашто свићеш тако рано/Варалица (Дискос)
- 1973. Растанак (Дискос)
- 1973. Јасна и Канаринац - Циганка ми гатала на трави (Дискос)
- 1974. Волела сам тебе (Дискос)
- 1974. Дај ми љубав, буди мој (Дискос)
- 1975. Петли поје, устај, злато моје (Дискос)
- 1975. Не знам ко је дилбер тај (Дискос)
- 1975. Лу, леле (Дискос)
- 1977. Један дан да будем с тобом/Можеш ли се изменити (Југотон)
- 1978. Јасна и Канаринац - Цика цака (ПГП РТБ)
- 1979. Хвала ти, хвала, љубави (Југотон)
- 1980. Нема среће док не дођеш ти (ПГП РТБ)
- 1981. Пролеће није дошло (ПГП РТБ)

### Албуми
- 1983. Ти љубиш слатко (ПГП РТБ)
- 1985. Заљубљена жена (ПГП РТБ)
- 1992. Још увек си моје срце (ПГП РТБ)

### Компилације
- 1998. Јасна Кочијашевић (ПГП РТС)

## Фестивали
- 1968. Јесен '68 - Врати се поново
- 1969. Илиџа - Мало цик, мало цак, прва награда стручног жирија (поделила награду са Бором Спужићем Кваком)
- 1970. Илиџа - Судимо, судимо
- 1970. Београдско пролеће - Пусти ме да живим (Вече народне музике)
- 1971. Врњачка Бања - Кад се, кад се воли
- 1973. Илиџа - Растанак
- 1975. Илиџа - Не знам ко је дилбер тај
- 1978. Хит парада - Цика, цака (Дует са Драгославом Михајловићем Канаринцем)
- 1980. Хит парада - Нема среће док не дођеш ти
- 1981. Хит парада - Пролеће није дошло
- 1983. Хит парада - Ти љубиш слатко
- 1985. Хит парада - Кажи, шта се то мења
- 1988. Илиџа - Пусти прошлост
- 1996. МЕСАМ - Горе ноћи, горе зоре
- 2017. Фестивал "Драгиша Недовић", Крагујевац - Стаде се цвијеће росом китити
- 2019. Илиџа - У ђул башти, гошћа ревијалног дела фестивала
- 2019. Лира, Београд - Награда за изузетна и незаборавна вокална извођења